# Fadi El Hage
Fadi El Hage est un historien moderniste français né le 21 février 1984  à Bondy  (Seine-Saint-Denis) . Il concentre ses recherches sur les institutions françaises et les mœurs militaires entre le XVIe et le XVIIIe siècle.

## Biographie
Fadi El Hage a soutenu sa thèse en 2010 à l'université de Paris 1 Panthéon-Sorbonne sous la direction d'Hervé Drévillon : « Pourquoi leur donner cette dignité ? » Mérites, fonctions et honneurs des maréchaux de France à l'époque moderne (1515-1793). La thèse a reçu le prix d'histoire militaire en 2011 et a été publiée en 2012 sous le titre Histoire des maréchaux de France à l'époque moderne.
De 2014 à 2024, il a été chercheur associé au sein de l'Institut d'histoire moderne et contemporaine. Depuis 2023, il est chercheur associé au Centre Jean Mabillon. Il est également membre de différentes associations d'érudition historique, dont la Société de l'Histoire de France.
Parallèlement à ses activités d'enseignement et de recherche, il a régulièrement contribué au magazine Guerres et Histoire à partir de 2015, tout en publiant de nombreux articles et comptes rendus d'ouvrages dans diverses revues d'érudition, notamment la Revue historique.
En 2021, il est devenu chargé d'études documentaires aux Archives nationales.

## Publications

### Ouvrages
- Histoire des Maréchaux de France à l’époque moderne, Paris, Nouveau Monde éditions / DMPA, 2012, 600 p.  (ISBN 9782847366624).
- Le Maréchal de Villars. L’infatigable bonheur, Paris, Belin, Portraits historiques, 2012, 208 p.  (ISBN 9782701164472).
- Le Chevalier de Bellerive. Un pauvre diable au XVIIIe siècle, Paris, L’Harmattan, Chemins de la Mémoire, 2015, 256 p.  (ISBN 9782343069432).
- Abraham Fabert. Du clientélisme au maréchalat (1599-1662), Paris, L’Harmattan, Chemins de la Mémoire, 2016, 180 p.  (ISBN 9782343090283).
- Napoléon historien (préface de Jean Tulard), Paris, SPM–Kronos, 2016, 248 p.  (ISBN 9782917232514).
- Vendôme. La gloire ou l’imposture, Paris, Belin, 2016, 340 p.  (ISBN 9782410002881).
- La Guerre de Succession d’Autriche (1740-1748). Louis XV et le déclin de la France, Paris, Économica, Campagnes & Stratégies, 2017, 240 p.  (ISBN 9782410002881).
- Le Sabordage de la noblesse. Mythes et réalités d'une décadence, Paris, Passés Composés, 2019  (ISBN 9782379330216).
- Le Beau Dumesnil. Un serviteur de l'ombre sous le règne de Louis XV, Paris, L'Harmattan, 2022  (ISBN 978-2-14-028845-6).
- La guerre de Succession de France. Henri IV, devait-il être roi ?, Paris, Passés Composés, 2023, 384 p.  (ISBN 9782379330957).
- Une occasion manquée. La réédition de l'Histoire de Polybe commentée par Folard (1753), Paris, Classiques Garnier, 2023, 196 p.

### Contributions
- « Les Abrégés des services du maréchal de Vauban et autres pièces relatives à sa carrière », dans Les Oisivetés de Monsieur de Vauban, publiées sous la direction de Michèle Virol, Seyssel, Éditions Champ Vallon, Les classiques de Champ Vallon, 2007, p. 31-70  (ISBN 9782876734715).
- Dictionnaire des ministres de la Marine (1669-1958), sous la direction de Jean-Philippe Zanco, Paris, SPM, 2011  (ISBN 9782901952831).
- « Les officiers français vétérans de la guerre de la Conquête dans la tourmente de la crise militaire de la seconde moitié du XVIIIe siècle », dans La Chute de la Nouvelle-France, sous la direction de Bertrand Fonck et Laurent Veyssière, Paris, Armand Colin / Ministère de la Défense, 2013, p. 261-277  (ISBN 9782894488287).
- Dictionnaire Richelieu, sous la direction de Françoise Hildesheimer et Dénes Harai, Paris, Honoré Champion, 2015  (ISBN 9782745328663).
- « Le Siège de La Rochelle ou la remontée en puissance française », dans Richelieu, de Luçon à La Rochelle (1618-1628), La Roche-sur-Yon, Éditions du CVRH, 2018, p. 215-227  (ISBN 9782911253867).
- « Les généraux d’armée », dans Le Faste et la fureur, sous la direction d’Hervé Drévillon et Dominique Prévôt, Paris, Somogy – Musée de l’Armée, 2018, p. 138-140  (ISBN 9782757213940).